# ACTOR
『ACTOR』（アクター）は、44MAGNUMの3枚目のオリジナル・アルバム。

## 概要
44MAGNUMのサードアルバム。
MOON RECORDSからリリースされた最後のオリジナル・アルバム。
2002年8月21日には、再結成を記念し、リマスタリングとボーナス・トラックを追加し、紙ジャケット仕様で再発売した。
2012年3月21日には、結成35周年を記念してSHM-CD仕様で再発売した。
アメリカ合衆国のロサンゼルスでレコーディングを行なっており、随所にLAメタルのテイストが感じられるのが本作の特徴である。

## 収録曲
（全作詞（特記以外）：梅原“PAUL”達也、全作曲（特記以外）：広瀬“JIMMY”さとし）
1. LAST TRAIN
2. “Champ”
3. ROCK YOU OUT
4. HOLY ANGEL
  - 作詞：広瀬“JIMMY”さとし
5. BACKSTREET DELINQUENT
6. LOVE DESIRE
7. HIGH SCHOOL UPROAR
  - 作曲：宮脇“JOE”知史、吉川“BAN”裕規、梅原“PAUL”達也、広瀬“JIMMY”さとし
8. IT'S ALRIGHT NOW
  - 作曲：吉川“BAN”裕規
9. SHE'S SO CRAZY.MAKE ME CRAZY.
10. INSTRUMENTAL※再発売盤のみ収録のボーナス・トラック。

## 参加メンバー
- 梅原“PAUL”達也：ボーカル
- 吉川“BAN”裕規：ベース
- 広瀬“JIMMY”さとし：ギター
- 宮脇“JOE”知史：ドラムス